# Dorothy Tylerová
Dorothy Jennifer Beatrice Tylerová, rozená Dorothy Odamová (14. března 1920 Stockwell, Lambeth, Spojené království – 25. září 2014 Long Melford v hrabství Suffolk, Spojené království) byla britská atletka, dvojnásobná stříbrná olympijská medailistka ve skoku do výšky.
Poprvé uspěla na Letních olympijských hrách pořádaných v Berlíně v roce 1936. Druhý úspěch zaznamanela na olympiádě v Londýně, která se kvůli druhé světové válce uskutečnila až o čtyři roky později, v roce 1948. V roce 1950 vybojovala stříbrnou medaili také na evropském šampionátu v Bruselu.
Dne 1. června 1936 v Brentwoodu vyrovnala výkonem 165 cm světový rekord, který tehdy spoludržely Američanky Jean Shileyová a Mildred Didriksonová a Britka Dora Greenwoodová. 29. května 1939 v Brentwoodu vylepšila hodnotu světového rekordu na 166 centimetrů.
V roce 2012 odstartovala Londýnský maraton. Zemřela po dlouhé nemoci dva roky poté.